# هاري بين (كاتب للأطفال)
هاري بين (بالإنجليزية: Harry Behn)‏ هو كاتب سيناريو وكاتب للأطفال ومترجم أمريكي، ولد في 24 سبتمبر 1898 في الولايات المتحدة، وتوفي في 6 سبتمبر 1973 في غرينيتش في الولايات المتحدة.

## وصلات خارجية
- هاري بين على موقع IMDb (الإنجليزية)
- هاري بين على موقع قاعدة بيانات الفيلم (الإنجليزية)